# Las Tahitianas (Quito)

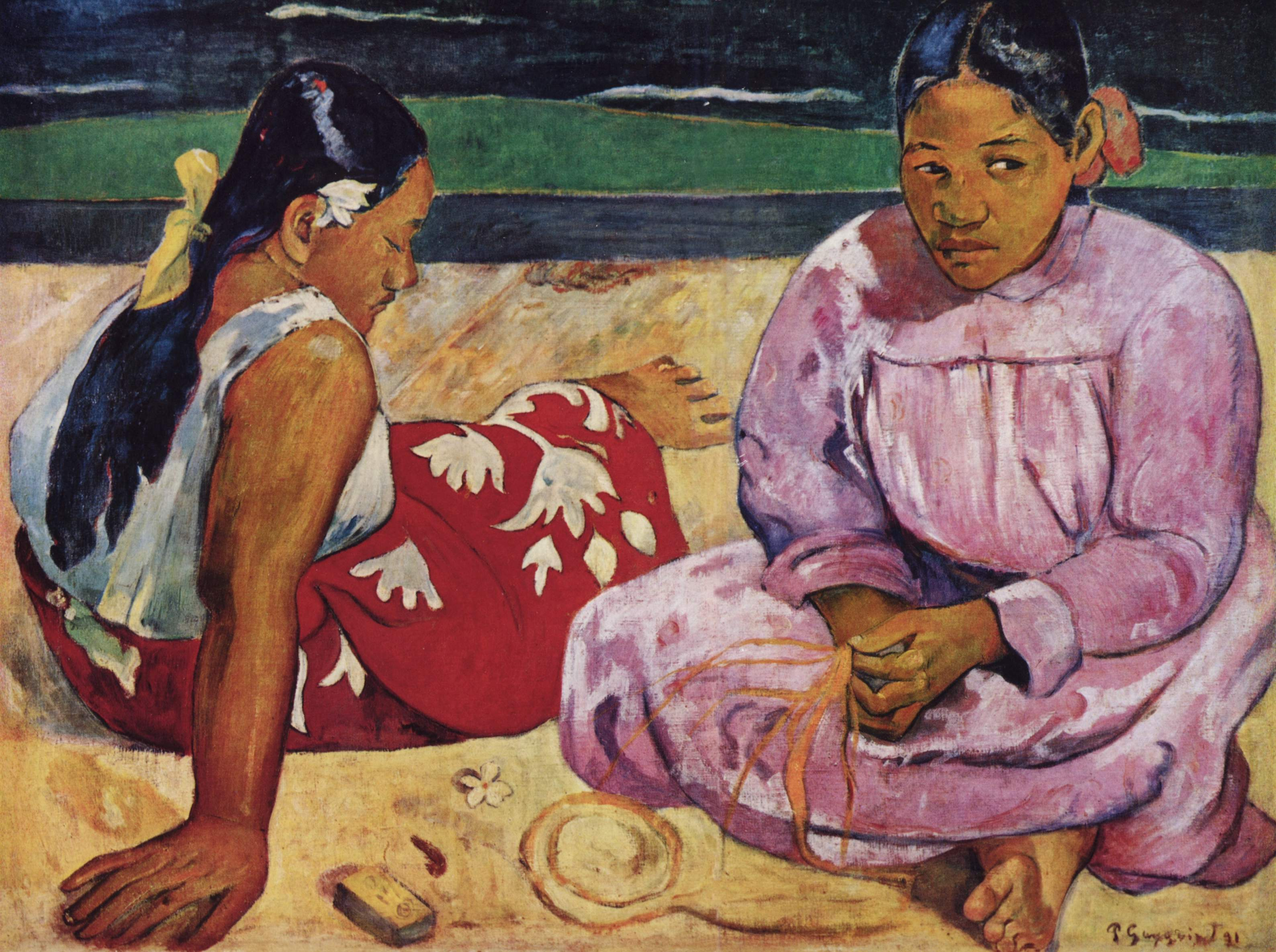
Pintura de Paul Gauguin (1891) que inspiró la escultura.

Las Tahitianas es un conjunto escultórico de carácter público de la ciudad de Quito (Ecuador), obra de la artista Victoria Vásconez Roldán. Se encuentra ubicado en el parque Bicentenario, al norte de la urbe, sobre el ingreso desde la avenida Amazonas.
El conjunto fue concebido en 1991 a partir de una escultura más pequeña que realizó la misma artista, y que llamó la atención del municipio de Quito dentro de su plan de embellecer el espacio público de la ciudad con trabajos de artistas locales. En un inicio fueron ubicadas en la glorieta de las avenidas Orellana y Amazonas, en el sector de La Mariscal; posteriormente, con la desaparición del redondel por las reformas geométricas para facilitar el tránsito en el sector, fueron reubicadas en la glorieta de las avenidas Naciones Unidas y América, pero el lugar no permitía una adecuada visibilidad, por lo que en 2014 fueron finalmente trasladadas al parque Bicentenario, donde se encuentran actualmente.
Según la artista fueron esculpidas en honor al cuadro Mujeres de Tahití (en la playa) del francés Paul Gauguin, quien trata las formas humanas primordiales y cuya ideología recuerda mucho a la mujer ecuatoriana de piel oscura. El conjunto, que incluye dos figuras de dos metros de alto cada una, representa a dos mujeres de la isla de Tahití, sentadas sobre el suelo y sosteniendo plantas en sus manos.